# Eugen d'Albert
Eugen Francis Charles d'Albert (10 d'abril 1864 - 3 de març 1932) fou pianista i compositor originari d'Escòcia que va desenvolupar la seua carrera a Alemanya.
D'Albert va nàixer a Glasgow de pare franco-italià, Charles d'Albert, un compositor de música per a ballet, i de mare anglesa. Mai va parlar l'anglès amb fluïdesa i es considerava a si mateix alemany.
Músic autodidacta, ben jove guanyà una beca del Royal College of Music de Londres on va estudiar amb Sir Arthur Sullivan i va marxar a Viena on va ser alumne de Hans Richter. A Weimar va ser alumne de Franz Liszt, del qual va deixar obra enregistrada en alguna gravació fonogràfica antiga, d'entre les quals destaca la Sonata en si menor. Va adquirir una gran reputació com a pianista, instrument del qual se'l considerava un virtuós, i hagué de lluitar per tal que hom li reconeguera la seua tasca com a creador. La seua producció inclou una simfonia, dos quartets de corda, dos concerts per a piano i orquestra, un concert per a violoncel i orquestra, i algunes òperes, lieder i obres per a piano.Com a professor va tenir entre d'altres alumnes el grec Minos Dounias, l'austríac Carl Prohaska. Va casar-se sis vegades. Una de les seues esposes va ser la pianista/cantant/compositora veneçolana Maria Teresa Carreño.
El 1895 accedí al lloc de director de l'òpera de Weimar en substitució de Richard Strauss.
La seua òpera Tiefland basada en el drama Terra baixa de l'escriptor català Àngel Guimerà, s'ha mantingut en el repertori internacional, principalment als països de parla alemanya. El seu estil és una barreja original de verisme i wagnerisme. El tema li va ser suggerit pel director artístic de l'òpera de Dresden, Ernst von Such.
Liebesketten (1912) es basa a La filla del mar, també de Guimerà.

## Obres

### Òperes
- Der Rubin (1893)
- Ghismonda (1895)
- Gernot (1897)
- Die Abreise (La partida) (1898)
- Kain (1900)
- Der Improvisator (1902)
- Tiefland (1903)
- Flauto solo (1905)
- Tragaldabas (1907)
- Izëyl (1909)
- Die verschenkte Frau (1912)
- Liebesketten (1912)
- Die toten Augen (Els ulls morts) (1916)
- Der Stier von Olivera (1918)
- Revolutionshochzeit (1919)
- Scirocco (1921)
- Mareike von Nymwegen (1923)
- Der Golem (1926)
- Die schwarze Orchidee (L'orquídia negra) (1928)
- Die Witwe von Ephesos (1930)
- Mister Wu (1932)

### Obres orquestrals
- Concert per a piano i orquestra No. 1 en si menor Op. 2 (1884)
- Simfonia en fa major Op. 4 (1886)
- Esther Op. 8 (1888)
- Concert per a piano i orquestra No. 2 en mi major Op. 12 (1893)
- Concert per a Violoncel i orquestra en do major Op. 20 (1899)
- Aschenputtel. Suite Op. 33 (1924)
- Preludi Simfònic a Tiefland Op. 34 (1924)

### Música de Cambra
- Suite en re menor per a piano Op. 1 (1883)
- Vuit peces per a piano Op. 5
- Quartet de corda No. 1 en la menor Op. 7 (1887)
- Sonata per a piano en fa sostingut menor Op. 10 (1893)
- Quartet de corda No. 2 en mi bemoll major Op. 11 (1893)

### Música Vocal
- Der Mensch und das Leben Op. 14 (1893)
- Seejungfräulein Op. 15 (1897)
- Wie wir die Natur erleben Op. 24 (1903)
- Mittelalterliche Venushymne Op. 26 (1904)
- An den Genius von Deutschland Op. 30 (1904)
- d'Albert també escrigué un total de 58 lieder per a veu i piano, publicades en 10 volums.